# Nick Griffin
Nicholas John 'Nick' Griffin (Barnet, 1 maart 1959) is een Brits politicus die van 2009 tot 2014 de regio North West England vertegenwoordigde in het Europees Parlement. Hij was van 1999 tot zijn royement in 2014 voorzitter van de rechtse British National Party. Na te zijn beschuldigd van o.a. het lastigvallen van personeel, het in diskrediet brengen van de partij en het negeren van partijinstructies werd hij uit de partij gezet.
Toen Griffin vijftien jaar oud was, werd hij lid van het British National Front en nadat hij aan de Universiteit van Cambridge geschiedenis en rechten had gestudeerd, werd hij politiek werkzaam voor deze partij, waarvoor hij in 1980 lid van het bestuur werd. In 1989 verliet hij het British National Front, waarna hij in 1995 lid werd van de British National Party. In 1999 volgde hij daar oprichter John Tyndall op als leider. Hij was namens de partij verschillende keren kandidaat voor verkiezingen en werd in 2009 verkozen tot lid van het Europees Parlement voor de regio North West England.
In 1998 werd Griffin veroordeeld voor het verspreiden van racistisch materiaal, waarvoor hij een voorwaardelijke gevangenisstraf kreeg. In 2006 werd hij vrijgesproken van het aanzetten tot rassenhaat.
Griffin is getrouwd met Jackie Griffin en heeft vier kinderen. Het gezin woont in Wales.